# Erwin Kräutler
Dom Erwin Kräutler, C.PP.S (Koblach, 12 de julho de 1939) é um religioso austríaco, missionário da Congregação do Preciosíssimo Sangue, bispo católico, bispo prelado emérito  do Xingu, no estado do Pará.

## Biografia
Nasceu na Áustria, em 12 de julho de 1939; fez escola primária em Koblach (1945-1951) e Feldkirch (1951-1958). Em 1958 a 1959 ingressou na Congregação dos Missionários do Preciosíssimo Sangue, em Schellenberg, Principado de Liechtenstein. Em Salzburgo realizou seus estudos de Filosofia (1959-1962) e Teologia (1959-1965). 
Em 3 de julho de 1965 foi ordenado presbítero em Salzburgo. No mesmo ano foi enviado como missionário ao Pará, onde seu tio Eurico Kräutler era bispo.

## Atividades antes do episcopado
O Padre Erwin foi vigário cooperador de Altamira (1965-1979); pároco de São Francisco Xavier de Souzel (1979-1980); reitor da Escola Apostólica São Gaspar, Altamira, (1967-1974); professor de Filosofia Educacional e Psicologia Educacional no Instituto Maria de Mattias, Altamira (1966-1980);ecônomo da Prelazia do Xingu; encarregado pastoral de Vila Vitória.
Recebeu a cidadania brasileira em 1981.

## Cronologia
- 2 de novembro de 1965 - Partida da Áustria para o Brasil.
- 25 de novembro de 1965 - Chegada em Belém, Pará.
- 21 de dezembro de 1965 - Chegada em Altamira, Pará.
- 1966-1980 - Professor de Ensino Religioso, Psicologia e Filosofia da Educação e Inglês no Instituto Maria de Mattias, Altamira.
- 7 de julho de 1978 - Naturalizado brasileiro.
- 1968-1980 - Ecônomo da Prelazia do Xingu.
- 25 de janeiro de 1981 - Ordenação Episcopal em Altamira, Pará.
- 7 de novembro de 1980 - Nomeação para bispo-coadjutor da Prelazia do Xingu.
- setembro de 1981 - Sucessão a Dom Eurico como bispo do Xingu pleno iure
- 1983-1991 - Presidente do Conselho Indigenista Missionário (CIMI).
- 1992 - Delegado da CNBB na IV Conferência Episcopal Latinoamericana e do Caribe em Santo Domingo.
- 1997 - Delegado da CNBB no sínodo da América no Vaticano
- 1995 a 2003 - Membro da Comissão Episcopal Pastoral da CNBB Nacional, responsável pela dimensão missionária
- 9 de novembro de 2006 - Assume interinamente a presidência do Conselho Indigenista Missionário (CIMI) em virtude do falecimento de Dom Franco Masserdotti
- 31 de maio de 2007 - Delegado da CNBB na V. Conferência Episcopal Latinoamericana e do Caribe em Aparecida, Brasil
- 1 de agosto de 2007 - Eleito presidente do CIMI por mais um quadriênio.
- 6 de outubro de 2011 - Reeleito presidente do Conselho Indigenista Missionário.

## Episcopado
Em 7 de novembro de 1980, o Papa João Paulo II nomeou o padre Erwin Kräutler para a função de prelado coadjutor da Prelazia do Xingu. Recebeu a ordenação episcopal em Altamira, no dia 25 de janeiro de 1981, pelas mãos de Dom Carmine Rocco, Dom Alberto Gaudêncio Ramos e de Dom Eurico Kräutler.
Em 2 de setembro de 1981, aos 42 anos de idade, é nomeado bispo prelado do Xingu com o lema Servus Christi Jesu (Servo de Cristo Jesus).

### Atividades durante o episcopado
Foi bispo coadjutor do prelado do Xingu (1981); bispo prelado do Xingu pleno iure a partir de 1981. Foi presidente do Conselho Indigenista Missionário (1983-1991); membro da Comissão Episcopal de Pastoral da CNBB, responsável pela dimensão missionária (1995-1998). Foi delegado à Assembléia Especial do Sínodo dos Bispos para a América por eleição da Assembléia da CNBB e confirmado pelo Papa João Paulo II (1997). Novamente Comissão Episcopal de Pastoral da CNBB, responsável pela dimensão missionária (1999-2003).
Dom Erwin atuou com a irmã Dorothy Stang  e prossegue na mesma luta pelos direitos das comunidades camponesas e indígenas e pela preservação ambiental na região amazônica; denunciou a exploração sexual de adolescentes por políticos; denunciou a emasculação e assassinato de meninos no estado; vem denunciando a atuação de latifundiários, grileiros, madeireiros e fazendeiros com práticas de trabalho escravo e de destruição ambiental; tem aberto espaço na sua diocese para o debate sobre a construção da Usina Hidrelétrica de Belo Monte, que ameaça atingir comunidades indígenas e camponesas, mas, segundo ele, é de interesse de madeireiros e grandes empresários.
Segundo o bispo, é comum ouvir em Altamira que, enquanto ele viver, a usina não sai. Ele também acredita que há pessoas diretamente ligadas ao assassinato da irmã Dorothy que também estão envolvidos no empreendimento.
Dom Erwin vem sendo ameaçado e agredido inúmeras vezes há muitos anos devido à sua atuação. Em 1987, um acidente de carro suspeito quase lhe tirou a vida numa rodovia,  e provocou a morte do padre Salvatore Deiana, que o acompanhava.  Suspeita-se que este acidente tenha sido forjado.  Atualmente, Dom Erwin Krautler é presidente do Cimi (Conselho Indigenista Missionário) e vive sob a proteção de policiais militares do estado do Pará. 
Sua atuação também foi reconhecida por diversas entidades por meio de prêmios de direitos humanos e títulos doutor honoris causa que recebeu.
Em 2007, participou da Conferência de Aparecida.
Dom Kräutler foi concelebrante da ordenação episcopal de Dom Jacinto Bergmann.

## Premiações e menções honrosas
- 2010
  - Prêmio Right Livelihood (também conhecido como "Prêmio Nobel Alternativo")[6]
- 2009
  - Grande Insígnia de Ouro com a Estrela da Ordem do Mérito por serviços prestados à República da Áustria
- 2008
  - Prêmio Verde das Américas, categoria Direitos Humanos, Fórum “Greenmeeting” 2008 com apoio da ONU e OEA e lideranças indígenas nacionais e internacionais
- 2007
  - Medalha Chico Mendes, concedida por  “Tortura Nunca Mais”, Rio de Janeiro
- 2006
  - Prêmio José Carlos Castro de Direitos Humanos concedido pela OAB-PA.
  - Indicação para o Prêmio Sakharov para a Liberdade de Pensamento, do Parlamento Europeu.
  - Medalha de Ouro do Governo da Província de Vorarlberg, Áustria.
  - Cidadão honorário de Uruará, concedido pela Câmara Municipal de Uruará (PA)
- 2005
  - Viktor-Frankl-Preis, Viktor-Frankl-Fonds da Cidade de Viena, Áustria.
- 2004
  - Prêmio GlobArt, GLOBArt Connecting Worlds of Arts and Sciences, Áustria.
- 2002
  - Prêmio Konrad Lorenz, Governo da Áustria, pela defesa do Meio-ambiente.
- 2001
  - Anel de Honra do Município de Koblach, Áustria.
- 1996
  - Cidadão honorário da Ourilândia do Norte, concedido pela Câmara Municipal de Ourilândia do Norte (PA).
- 1993
  - Doutor honoris causa em Teologia, concedido pela Fakultät Katholische Theologie der Otto-FriedrichUniversität (Bamberg, Alemanha).
- 1992
  - Prêmio Dr. Toni Ruß, concedido pelo jornal Vorarlberger Nachrichten (Áustria).
  - Cidadão honorário de Altamira, concedido pela Câmara Municipal de Altamira.
  - Prêmio Dr. Karl Renner, concedido pela cidade de Viena.
  - Doutor honoris causa em Teologia, concedido pela Theologische Fakultät Luzern (Lucerna, Suíça).
  - Doutor honoris causa em Ciências Sociais e Econômicas, concedido pela Leopold-Franzens-Universität (Innsbruck, Áustria).
- 1991
  - Prêmio Dr. Bruno Kreisky de direitos humanos (Viena).
- 1989
  - Prêmio Binding, pelo engajamento na proteção do meio ambiente, concedido pelo Principado de Liechtenstein.
- 1988
  - Prêmio Oscar Romero de Direitos Humanos, concedido pela KMB (Organização dos Homens Católicos da Áustria).

## Publicações
- Lebenswelten und Problemfelder in Amazonien heute. Wiener Vorlesungen: Band 124. Picus Verlag. Viena: 2006.
- Dom Erwin. Interviews von Verena Daum mit Bischof Erwin Kräutler. Fotos: Miro Kuzmanovic. Verlag Bucher. Hohenems: 2006.
- My life ist like the Amazon. From a Bishop‘s Journal. C.PP.S. Ressources 17. The Messenger Press. Cincinnati, Ohio: 1994.
- Die Nacht ist noch nicht vorüber. Der Bischof vom Amazonas als Anwalt der Menschen. Verlag Herder. Freiburg/B.: 1994. (Band 1781)
- Kirche mit indianischem Antlitz - eine Utopie? Wiener Vorlesungen: Band 21. Picus Verlag. Viena: 1993.
- Mein Leben ist wie der Amazonas. Aus dem Tagebuch eines Bischofs. Otto Müller Verlag. Salzburgo: 1992.
- Verlag Herder. Freiburg/B.: 1994. (Band 8815)
- 500 Jahre Lateinamerika - kein Grund zum Feiern. Wiener Vorlesungen: Band 15. Picus Verlag. Viena: 1992.
- Testemunha de Resistência e Esperança. Discursos de Itaici em defesa dos povos indígenas. Dom Erwin Krautler. CIMI. Brasília: 1991.